# ناتالی متی
ناتالی متی (فرانسوی: Nathalie Matti‎) یک بازیگر اهل فرانسه است.

## فیلم‌شناسی
- رویاهای کوچک (۱۹۹۸)
- گالت (۱۹۹۹)
- خواب (۲۰۰۴)
- مدار صفر درجه (۲۰۰۷)